# كأس السوبر الآسيوي 1995
كأس السوبر الآسيوي 1995 هي بطولة كأس السوبر الآسيوي الأولى، لعبت المبارة بين تاي فارمرز بانك التايلاندي الفائز في بطولة الأندية الآسيوية ويوكوهاما فلوغلس الياباني بطل كأس الكؤوس الآسيوية 1995.

## المبارة
| الفريق الأول    | إجم.  | الفريق الثاني   | مباراة الذهاب | مباراة الإياب |
| --------------- | ----- | --------------- | ------------- | ------------- |
| تاي فارمرز بانك | 3 - 4 | يوكوهاما فلوغلس | 1–1           | 2–3           |

## المباراة الأولى
| تاي فارمرز بانك | 1 – 1 | يوكوهاما فلوغلس |
| --------------- | ----- | --------------- |
|                 |       |                 |

## المباراة الثانية
| يوكوهاما فلوغلس | 3 – 2 | فارمرز بانك |
| --------------- | ----- | ----------- |
|                 |       |             |

## البطل
| بطل كأس السوبر الآسيوي 1995 نادي يوكوهاما فلوغلز |
| ------------------------------------------------ |
| · اليابان · للمرة الأولى                         |